# Ульянково (Татарстан)
Ульянково — село, центр Ульянковского сельского поселения.

## История
По легенде село основала женщина Ульянка, полонянка в Казанском ханстве. Сбежав из плена воинов казанских ханов она вышла на берег речки Бирля, залюбовалась местной красотой, и осталась здесь жить. Но это — всего лишь народная этимология.
Основано в XVII веке и было известно промыслом по изготовлению ободьев и полозьев (XIX век).
До 1 августа 1927 г. село являлось центром Ульянковского района.

## Население
| Год  | Население | Примечания              |
| ---- | --------- | ----------------------- |
| 1989 | 691       | русские, татары         |
| 1997 | 615       | русские, татары         |
| 2010 | 522       | русские, татары, чуваши |

## Инфраструктура
В селе работает Ульянковская школа.

## Примечание
1. ↑  Малая Родина. Юрий МЫШЕВ. Талина — Острова Руси — Современники — Каталог статей — Архипелаг Святая Русь. Дата обращения: 18 июня 2012. Архивировано 16 марта 2014 года.
2. ↑  Татарский энциклопедический словарь/ Под. ред. М. Х. Хасанова. — Казань: Институт татарской энциклопедии АН РТ, 1998. — 703 с.
3. ↑  Кайбицкий район. История и геральдика. Дата обращения: 18 июня 2012. Архивировано 4 марта 2016 года.
4. 1 2  Татарская энциклопедия.
5. ↑  База микроданных переписи 2010 года. Дата обращения: 17 марта 2014. Архивировано из оригинала 15 июня 2018 года.
6. ↑  Муниципальное общеобразовательное учреждение Ульянковская средняя общеобразовательная школа Кайбицкого района Республики Татарстан — Ульянково — Республика Татарстан. Дата обращения: 18 июня 2012. Архивировано 4 марта 2016 года.